# Liangxiang
Liangxiang (kinesiska: 良乡) är en köping i Kina. Den ligger i Fangshan i storstadsområdet Peking, i den norra delen av landet, omkring 32 kilometer sydväst om stadskärnan. 